# 5274 Degewij
5274 Degewij (1985 RS) là một tiểu hành tinh vành đai chính được phát hiện ngày 14 tháng 9 năm 1985 bởi Bowell, E. ở Flagstaff.